# SC Wedding Berlin
Der SC Wedding Berlin, voller Name Schwimm-Club Wedding 1929 e. V., ist ein Sportverein im ehemaligen Berliner Bezirk Berlin-Wedding.
Der Verein ging 1953 aus seinen Vorgängern, den Arbeitersportvereinen ASV Vorwärts und ASV Hellas 1929 bzw. deren Nachfolger von 1950 bis 1953 Schwimm-Club Hellas 1929 hervor. Er besteht aus den Abteilungen Schwimmen, Synchronschwimmen, Wasserball und Breitensport.

## Wasserball

### Geschichte
Die Wasserballmannschaft spielte seit der Saison 2006/07 in der Deutschen Wasserball-Liga. Nach der Saison 2018/19 erfolgte der Rückzug.